# Patalene epionata
Patalene epionata är en fjärilsart som beskrevs av Achille Guenée 1858. Patalene epionata ingår i släktet Patalene och familjen mätare. Inga underarter finns listade i Catalogue of Life.